# Leptoischyrodon
Leptoischyrodon là một chi rêu trong họ Fabroniaceae.